# Vattenfall Cyclassics de 2013
A  18.ª edição da Vattenfall Cyclassics teve lugar a 25 de agosto de 2013. Trata-se da 23.ª prova da UCI WorldTour de 2013. A carreira foi conseguida durante um sprint em massa pelo Alemão John Degenkolb (Argos-Shimano) ante o seu compatriota André Greipel (Lotto-Belisol) e o Norueguês Alexander Kristoff (Katusha).
O sucesso de Degenkolb, o seu primeiro durante uma clássico, é o primeiro para a Alemanha desde Erik Zabel vencedor da edição 2001. O Britânico Christopher Froome (Team Sky) ausente da carreira conserva no entanto o seu lugar de líder do UCI WorldTour.

## Apresentação

### Equipas
O organizador comunicou a lista das equipas convidadas em 1 de julho de 2013. 21 equipas participam nesta Vattenfall Cyclassics - 19 ProTeams e 2 equipas continentais profissionais :
| Nome da equipa          | País           | Código |
| ----------------------- | -------------- | ------ |
| AG2R La Mondiale        | França         | ALM    |
| Argos-Shimano           | Países Baixos  | ARG    |
| Astana Pro Team         | Cazaquistão    | AST    |
| Belkin                  | Países Baixos  | BEL    |
| BMC Racing              | Estados Unidos | BMC    |
| Cannondale              | Itália         | CAN    |
| Euskaltel Euskadi       | Espanha        | TIDOS  |
| Fdj.fr                  | França         | FDJ    |
| Garmin-Sharp            | Estados Unidos | GRS    |
| Katusha                 | Rússia         | KAT    |
| Lampre-Merida           | Itália         | LAM    |
| Lotto-Belisol           | Bélgica        | LTB    |
| Movistar                | Espanha        | MOV    |
| Omega Pharma-Quick Step | Bélgica        | OPQ    |
| Orica-GreenEDGE         | Austrália      | OGE    |
| RadioShack-Leopard      | Luxemburgo     | RLT    |
| Saxo-Tinkoff            | Dinamarca      | TST    |
| Team Sky                | Reino Unido    | SKY    |
| Vacansoleil-DCM         | Países Baixos  | VCD    |

| Nome da equipa | País          | Código |
| -------------- | ------------- | ------ |
| MTN-Qhubeka    | África do Sul | MTN    |
| NetApp-Endura  | Alemanha      | TNE    |

## Relato da carreira
21 equipas inscrevem 8 corredores salvo os britânicos da Team Sky, os estadounidenses da BMC Racing, os franceses de AG2R La Mondiale e as Italianos de Cannondale que contam 7 a cada uma. Ao total de 164 corredores à saída da carreira.

## Classificação final
|    | Corredor                 | Equipa                  |    | Tempo             | Pontos UCI |
| -- | ------------------------ | ----------------------- | -- | ----------------- | ---------- |
| 1  | John Degenkolb (GER)     | Argos-Shimano           | em | '5 h 45 min 15 se | 80         |
| 2  | André Greipel (GER)      | Lotto-Belisol           | +  | m.t               | 60         |
| 3  | Alexander Kristoff (NOR) | Katusha                 |    | m.t               | 50         |
| 4  | José Joaquín Rojas (ESP) | Movistar                |    | m.t               | 40         |
| 5  | Elia Viviani (ITA)       | Cannondale              |    | m.t               | 30         |
| 6  | Boy van Poppel (NED)     | Vacansoleil-DCM         |    | m.t               | 22         |
| 7  | Nikolas Maes (BEL)       | Omega Pharma-Quick Step |    | m.t               | 14         |
| 8  | Thor Hushovd (NOR)       | BMC Racing              |    | m.t               | 10         |
| 9  | Matti Breschel (DEN)     | Saxo-Tinkoff            |    | m.t               | 6          |
| 10 | Arnaud Démare (FRA)      | Fdj.fr                  |    | m.t               | 2          |

## Lista do concorrentes
| Lenda | Lenda                                                                          | Lenda | Lenda                                                        |
| ----- | ------------------------------------------------------------------------------ | ----- | ------------------------------------------------------------ |
| Num   | Camisola de saída levada pelo corredor nesta Vattenfall Cyclassics             | Pos   | Posição à chegada da carreira                                |
|       | Indica um maillot de campeão nacional ou mundial, seguido da sua especialidade | NP    | Indica um corredor que não tem tomado a saída da carreira    |
| AB    | Indica um corredor que não tem terminado a carreira                            | HD    | Indica um corredor que tem terminado a corrida fora de tempo |

| Fdj.fr FDJ | Fdj.fr FDJ              | Fdj.fr FDJ |
| ---------- | ----------------------- | ---------- |
| Num        | Corredor                | Pos        |
| 1          | Arnaud Démare (FRA)     | 10.º       |
| 2          | Francis Mourey (FRA)    | AB         |
| 3          | David Boucher (FRA)     | 125.º      |
| 4          | Mickaël Delage (FRA)    | 26.º       |
| 5          | Murilo Fischer (BRA)    | 114.º      |
| 6          | Yoann Offredo (FRA)     | 47.º       |
| 7          | Dominique Rollin (CAN)  | AB         |
| 8          | Benoît Vaugrenard (FRA) | 79.º       |

| Lotto-Belisol LTB | Lotto-Belisol LTB             | Lotto-Belisol LTB |
| ----------------- | ----------------------------- | ----------------- |
| Num               | Corredor                      | Pos               |
| 11                | André Greipel (GER) (Estrada) | 2.º               |
| 12                | Lars Ytting Bak (DEN)         | 55.º              |
| 13                | Jens Debusschere (BEL)        | 120.º             |
| 14                | Gert Dockx (BEL)              | AB                |
| 15                | Jürgen Roelandts (BEL)        | 72.º              |
| 16                | Marcel Sieberg (GER)          | 74.º              |
| 17                | Frederik Willems (BEL)        | AB                |
| 18                | Tim Wellens (BEL)             | 140.º             |

| RadioShack-Leopard RLT | RadioShack-Leopard RLT         | RadioShack-Leopard RLT |
| ---------------------- | ------------------------------ | ---------------------- |
| Num                    | Corredor                       | Pos                    |
| 21                     | Giacomo Nizzolo (ITA)          | 13.º                   |
| 22                     | Stijn Devolder (BEL) (Estrada) | 93.º                   |
| 23                     | Laurent Didier (LUX)           | 146.º                  |
| 24                     | Danilo Hondo (GER)             | 50.º                   |
| 25                     | Bob Jungels (LUX) (Estrada)    | 110.º                  |
| 26                     | Maxime Monfort (BEL)           | 105.º                  |
| 27                     | Nélson Oliveira (POR)          | 66.º                   |
| 28                     | Jesse Sergent (NZL)            | 108.º                  |

| Team Sky SKY | Team Sky SKY                 | Team Sky SKY |
| ------------ | ---------------------------- | ------------ |
| Num          | Corredor                     | Pos          |
| 31           | Bernhard Eisel (AUT)         | 113.º        |
| 32           | Mathew Hayman (AUS)          | 17.º         |
| 33           | David López García (ESP)     | 92.º         |
| 34           | Gabriel Rasch (NOR)          | 100.º        |
| 35           | Ian Stannard (GBR)           | 91.º         |
| 36           | Christopher Sutton (AUS)     | 24.º         |
| 37           |                              |              |
| 38           | Jonathan Tiernan-Locke (GBR) | 137.º        |

| Movistar MOV | Movistar MOV             | Movistar MOV |
| ------------ | ------------------------ | ------------ |
| Num          | Corredor                 | Pos          |
| 41           | Andrey Amador (CRC)      | 36.º         |
| 42           | Alex Dowsett (GBR)       | 133.º        |
| 43           | Ángel Madrazo (ESP)      | 95.º         |
| 44           | Rubén Plaza (ESP)        | 94.º         |
| 45           | José Joaquín Rojas (ESP) | 4.º          |
| 46           | Enrique Sanz (ESP)       | AB           |
| 47           | Eloy Teruel (ESP)        | 89.º         |
| 48           | Francisco Ventoso (ESP)  | 11.º         |

| Katusha KAT | Katusha KAT                  | Katusha KAT |
| ----------- | ---------------------------- | ----------- |
| Num         | Corredor                     | Pos         |
| 51          | Marco Haller (AUT)           | 143.º       |
| 52          | Alexander Kristoff (NOR)     | 3.º         |
| 53          | Aliaksandr Kuschynski (BLR)  | AB          |
| 54          | Viatcheslav Kouznetsov (RUS) | 116.º       |
| 55          | Alexander Porsev (RUS)       | 15.º        |
| 56          | Rüdiger Selig (GER)          | 117.º       |
| 57          | Gatis Smukulis (LAT)         | AB          |
| 58          | Alexey Tsatevitch (RUS)      | 30.º        |

| Astana Pro Team AST | Astana Pro Team AST     | Astana Pro Team AST |
| ------------------- | ----------------------- | ------------------- |
| Num                 | Corredor                | Pos                 |
| 61                  | Borut Božič (SLO)       | 28.º                |
| 62                  | Assan Bazayev (KAZ)     | 138.º               |
| 63                  | Enrico Gasparotto (ITA) | 70.º                |
| 64                  | Francesco Gavazzi (ITA) | 111.º               |
| 65                  | Dmitriy Gruzdev (KAZ)   | AB                  |
| 66                  | Jacopo Guarnieri (ITA)  | 103.º               |
| 67                  | Dmitriy Muravyev (KAZ)  | AB                  |
| 68                  | Simone Ponzi (ITA)      | 35.º                |

| Saxo-Tinkoff TST | Saxo-Tinkoff TST           | Saxo-Tinkoff TST |
| ---------------- | -------------------------- | ---------------- |
| Num              | Corredor                   | Pos              |
| 71               | Daniele Bennati (ITA)      | 56.º             |
| 72               | Jonas Aaen Jørgensen (DEN) | 144.º            |
| 73               | Jonathan Cantwell (AUS)    | 37.º             |
| 74               | Karsten Kroon (NED)        | 98.º             |
| 75               | Manuele Boaro (ITA)        | 130.º            |
| 76               | Marko Kump (SLO)           | 121.º            |
| 77               | Matti Breschel (DEN)       | 9.º              |
| 78               | Takashi Miyazawa (JPN)     | 62.º             |

| Omega Pharma-Quick Step OPQ | Omega Pharma-Quick Step OPQ        | Omega Pharma-Quick Step OPQ |
| --------------------------- | ---------------------------------- | --------------------------- |
| Num                         | Corredor                           | Pos                         |
| 81                          | Michał Kwiatkowski (POL) (Estrada) | 107.º                       |
| 82                          | Nikolas Maes (BEL)                 | 7.º                         |
| 83                          | Michał Gołtemś (POL)               | 88.º                        |
| 84                          | Bert Grabsch (GER)                 | 127.º                       |
| 85                          | Alessandro Petacchi (ITA)          | 53.º                        |
| 86                          | Niki Terpstra (NED)                | 128.º                       |
| 87                          | Stijn Vandenbergh (BEL)            | 65.º                        |
| 88                          | Martin Velits (SVK)                | 126.º                       |

| Garmin-Sharp GRS | Garmin-Sharp GRS         | Garmin-Sharp GRS |
| ---------------- | ------------------------ | ---------------- |
| Num              | Corredor                 | Pos              |
| 91               | Jack Bauer (NZL)         | 119.º            |
| 92               | Robert Hunter (RSA)      | AB               |
| 93               | Raymond Kreder (NED)     | 14.º             |
| 94               | Martijn Maaskant (NED)   | 29.º             |
| 95               | Jacob Rathe (USA)        | 61.º             |
| 96               | Sébastien Rosseler (BEL) | AB               |
| 97               | Steele Von Hoff (AUS)    | 19.º             |
| 98               | Fabian Wegmann (GER)     | 44.º             |

| Belkin BEL | Belkin BEL               | Belkin BEL |
| ---------- | ------------------------ | ---------- |
| Num        | Corredor                 | Pos        |
| 101        | Jetse Bol (NED)          | AB         |
| 102        | Jos van Emden (NED)      | 41.º       |
| 103        | Rick Flens (NED)         | 131.º      |
| 104        | Tom Leezer (NED)         | 16.º       |
| 105        | Paul Martens (GER)       | 33.º       |
| 106        | Tom-Jelte Slagter (NED)  | 109.º      |
| 107        | Maarten Tjallingii (NED) | 42.º       |
| 108        | Sep Vanmarcke (BEL)      | 34.º       |

| BMC Racing BMC | BMC Racing BMC               | BMC Racing BMC |
| -------------- | ---------------------------- | -------------- |
| Num            | Corredor                     | Pos            |
| 111            | Adam Blythe (GBR)            | 80.º           |
| 112            | Marcus Burghardt (GER)       | 145.º          |
| 113            | Thor Hushovd (NOR) (Estrada) | 8.º            |
| 114            |                              |                |
| 115            | Amaël Moinard (FRA)          | 101.º          |
| 116            | Steve Morabito (SUI)         | 86.º           |
| 117            | Daniel Oss (ITA)             | 102.º          |
| 118            | Manuel Quinziato (ITA)       | 112.º          |

| Cannondale CAN | Cannondale CAN        | Cannondale CAN |
| -------------- | --------------------- | -------------- |
| Num            | Corredor              | Pos            |
| 121            |                       |                |
| 122            | Maciej Bodnar (POL)   | 77.º           |
| 123            | Alan Marangoni (ITA)  | 97.º           |
| 124            | Moreno Moser (ITA)    | AB             |
| 125            | Michel Koch (GER)     | 68.º           |
| 126            | Kristjan Koren (SLO)  | 69.º           |
| 127            | Matthias Krizek (AUT) | 129.º          |
| 128            | Elia Viviani (ITA)    | 5.º            |

| AG2R La Mondiale ALM | AG2R La Mondiale ALM     | AG2R La Mondiale ALM |
| -------------------- | ------------------------ | -------------------- |
| Num                  | Corredor                 | Pos                  |
| 131                  | Davide Appollonio (ITA)  | 32.º                 |
| 132                  | Gediminas Bagdonas (LTU) | 23.º                 |
| 133                  | Romain Bardet (FRA)      | 99.º                 |
| 134                  | Manuel Belletti (ITA)    | 12.º                 |
| 135                  | Hugo Houle (CAN)         | 43.º                 |
| 136                  | Valentin Iglinskiy (KAZ) | 20.º                 |
| 137                  | Julian Kern (GER)        | 149.º                |
| 138                  |                          |                      |

| Lampre-Merida LAM | Lampre-Merida LAM         | Lampre-Merida LAM |
| ----------------- | ------------------------- | ----------------- |
| Num               | Corredor                  | Pos               |
| 141               | Damiano Cunego (ITA)      | 76.º              |
| 142               | Filippo Pozzato (ITA)     | 58.º              |
| 143               | Daniele Pietropolli (ITA) | 123.º             |
| 144               | Andrea Palini (ITA)       | 142.º             |
| 145               | Elia Favilli (ITA)        | 75.º              |
| 146               | Davide Cimolai (ITA)      | 84.º              |
| 147               | Adriano Malori (ITA)      | 96.º              |
| 148               | Roberto Ferrari (ITA)     | 18.º              |

| Orica-GreenEDGE OGE | Orica-GreenEDGE OGE       | Orica-GreenEDGE OGE |
| ------------------- | ------------------------- | ------------------- |
| Num                 | Corredor                  | Pos                 |
| 151                 | Daryl Impey (RSA)         | 39.º                |
| 152                 | Jens Keukeleire (BEL)     | 51.º                |
| 153                 | Jens Mouris (NED)         | 135.º               |
| 154                 | Sebastian Langeveld (NED) | 40.º                |
| 155                 | Brett Lancaster (AUS)     | 136.º               |
| 156                 | Matthew Goss (AUS)        | 27.º                |
| 157                 | Michael Hepburn (AUS)     | 134.º               |
| 158                 | Michael Albasini (SUI)    | 122.º               |

| Euskaltel Euskadi TIDO | Euskaltel Euskadi TIDO | Euskaltel Euskadi TIDO |
| ---------------------- | ---------------------- | ---------------------- |
| Num                    | Corredor               | Pos                    |
| 161                    | Garikoitz Bravo (ESP)  | 147.º                  |
| 162                    | Ion Izagirre (ESP)     | 139.º                  |
| 163                    | Juan José Lobato (ESP) | 31.º                   |
| 164                    | Miguel Mínguez (ESP)   | 60.º                   |
| 165                    | Rubén Pérez (ESP)      | 67.º                   |
| 166                    | Adrián Sáez (ESP)      | 38.º                   |
| 167                    | Romain Sicard (FRA)    | 59.º                   |
| 168                    | Gorka Izagirre (ESP)   | 115.º                  |

| Argos-Shimano ARG | Argos-Shimano ARG    | Argos-Shimano ARG |
| ----------------- | -------------------- | ----------------- |
| Num               | Corredor             | Pos               |
| 171               | Bert De Backer (BEL) | 52.º              |
| 172               | Roy Curvers (NED)    | 83.º              |
| 173               | John Degenkolb (GER) | 1.º               |
| 174               | Tom Dumoulin (NED)   | 71.º              |
| 175               | Albert Timmer (NED)  | 124.º             |
| 176               | William Clarke (AUS) | 78.º              |
| 177               | Koen de Kort (NED)   | AB                |
| 178               | Tom Veelers (NED)    | 148.º             |

| Vacansoleil-DCM VCD | Vacansoleil-DCM VCD      | Vacansoleil-DCM VCD |
| ------------------- | ------------------------ | ------------------- |
| Num                 | Corredor                 | Pos                 |
| 181                 | Björn Leukemans (BEL)    | 81.º                |
| 182                 | Marco Marcato (ITA)      | 118.º               |
| 183                 | Pim Ligthart (NED)       | 25.º                |
| 184                 | Wouter Mol (NED)         | 104.º               |
| 185                 | Mirko Selvaggi (ITA)     | 48.º                |
| 186                 | Boy van Poppel (NED)     | 6.º                 |
| 187                 | Danny van Poppel (NED)   | AB                  |
| 188                 | Frederik Veuchelen (BEL) | 90.º                |

| NetApp-Endura TNE | NetApp-Endura TNE          | NetApp-Endura TNE |
| ----------------- | -------------------------- | ----------------- |
| Num               | Corredor                   | Pos               |
| 191               | Michael Schwarzmann (GER)  | 141.º             |
| 192               | Blaž Jarc (SLO)            | 45.º              |
| 193               | Roger Kluge (GER)          | 22.º              |
| 194               | Ralf Matzka (GER)          | 63.º              |
| 195               | Jonathan McEvoy (GBR)      | 57.º              |
| 196               | Alexander Wetterhall (SWE) | 46.º              |
| 197               | Andreas Schillinger (GER)  | 73.º              |
| 198               | Cessar Benedetti (ITA)     | 82.º              |

| MTN-Qhubeka MTN | MTN-Qhubeka MTN                    | MTN-Qhubeka MTN |
| --------------- | ---------------------------------- | --------------- |
| Num             | Corredor                           | Pos             |
| 201             | Gerald Ciolek (GER)                | 21.º            |
| 202             | Ignatas Konovalovas (LTU)          | 54.º            |
| 203             | Martin Reimer (GER)                | 49.º            |
| 204             | Andreas Stauff (GER)               | 85.º            |
| 205             | Jay Robert Thomson (RSA) (Estrada) | 64.º            |
| 206             | Jacobus Venter (RSA)               | 87.º            |
| 207             | Youcef Reguigui (ALG)              | 106.º           |
| 208             | Johann van Zyl (RSA)               | 132.º           |